# Sgùrr Choinnich
Sgùrr Choinnich är ett berg i Storbritannien.   Det ligger i kommunen Highland och riksdelen Skottland, i den nordvästra delen av landet, 700 km nordväst om huvudstaden London. Toppen på Sgùrr Choinnich är 999 meter över havet, eller 145 meter över den omgivande terrängen. Bredden vid basen är 1,3 km.
Terrängen runt Sgùrr Choinnich är huvudsakligen kuperad.Runt Sgùrr Choinnich är det mycket glesbefolkat, med 4 invånare per kvadratkilometer. Trakten runt Sgùrr Choinnich består i huvudsak av gräsmarker.